# Jorge de Barros Fajardo
Jorge de Barros Fajardo (1615) foi sertanista de renome. Saiu da Galiza, Espanha. Era filho de Belchior de Barros e de Catarina Vaz e em São Paulo se casou com Ana Maciel e deixou filhos. Participou da entrada do capitão-mor Jorge Correia em 1594 para apresar os índios de Moji. Em 1602, era advogado da câmara municipal de São Paulo e esteve na famosa bandeira de Nicolau Barreto ao Guairá. Simultaneamente às atividades sertanistas, dedicou-se à agricultura com uso intensivo de mão-de-obra indígena.